# Ký hiệu cờ vua đại số
Ký hiệu cờ vua đại số (tiếng Anh: Chess algebraic notation) là cách biểu diễn các nước đi trong một ván cờ vua bằng các ký hiệu quân cờ kết hợp với vị trí của các ô trên bàn cờ.

## Ký hiệu của các quân cờ
Ký hiệu của một quân cờ được lấy là chữ cái đầu của tên các quân cờ, riêng quân Tốt thì không lấy chữ cái nào cả. Các ký hiệu này khác nhau tùy thuộc vào ngôn ngữ của các nước. Ký hiệu cho các quân cờ trong một số ngôn ngữ như sau:
| Tiếng Anh  | Tiếng Pháp   | Tiếng Nga   | Tiếng Đức    | Tiếng Việt | Tiếng Trung | Tiếng Tây Ban Nha | Tiếng Bồ Đào Nha |
| ---------- | ------------ | ----------- | ------------ | ---------- | ----------- | ----------------- | ---------------- |
| K (King)   | R (Roi)      | Кp (король) | K (König)    | V (Vua)    | 王          | R (Rey)           | R (Rei)          |
| Q (Queen)  | D (Dame)     | Ф (ферзь)   | D (Dame)     | H (Hậu)    | 后          | D (Dama)          | D (Dama)         |
| R (Rook)   | T (Tour)     | Л (ладья)   | T (Türme)    | X (Xe)     | 车          | T (Torre)         | T (Torre)        |
| B (Bishop) | F (Fou)      | C (слон)    | L (Läufer)   | T (Tượng)  | 象          | A (Alfil)         | B (Bispo)        |
| N (Knight) | C (Cavalier) | К (конь)    | S (Springer) | M (Mã)     | 马          | C (Caballo)       | C (Cavalo)       |

## Ký hiệu của các ô trên bàn cờ
Quy tắc thống nhất đối với tất cả các nước (như hình vẽ):
- đặt tên các cột từ a đến h từ bên tay trái sang bên phải theo phía người cầm quân Trắng,
- đánh số các hàng từ 1 đến 8 từ phía quân Trắng sang phía quân Đen.

Tên một ô là sự kết hợp tên một cột với số của một hàng, chẳng hạn, g5.

## Ký hiệu nước đi

### Quy tắc chung
Tên nước đi đầy đủ có dạng:
"Tên quân cờ" Ô xuất phát - Ô đích
Ví dụ: Quân Trắng đi Hậu từ ô d1 đến ô d5 được viết là: Hd1-d5
Tuy vậy, cũng trong nước đi trên, thông thường quân Trắng chỉ có một Hậu; và vị trí của nó trên bàn cờ, d1, là hoàn toàn xác định. Cho nên ô xuất phát thường được bỏ qua: Hd5
Đối với Tốt cũng tương tự: e4 thay vì e2-e4
Trong trường hợp một bên có hai quân cùng có thể đến một ô thì phải phân định bằng cách chú thích thêm ký hiệu hàng (hoặc cột) của quân cần di chuyển.
|   | a | b | c | d | e | f | g | h |   |
| 8 | g8 white rook · g7 black circle · f3 white knight · d2 black cross · b1 white knight · g1 white rook | g8 white rook · g7 black circle · f3 white knight · d2 black cross · b1 white knight · g1 white rook | g8 white rook · g7 black circle · f3 white knight · d2 black cross · b1 white knight · g1 white rook | g8 white rook · g7 black circle · f3 white knight · d2 black cross · b1 white knight · g1 white rook | g8 white rook · g7 black circle · f3 white knight · d2 black cross · b1 white knight · g1 white rook | g8 white rook · g7 black circle · f3 white knight · d2 black cross · b1 white knight · g1 white rook | g8 white rook · g7 black circle · f3 white knight · d2 black cross · b1 white knight · g1 white rook | g8 white rook · g7 black circle · f3 white knight · d2 black cross · b1 white knight · g1 white rook | 8 |
| 7 | g8 white rook · g7 black circle · f3 white knight · d2 black cross · b1 white knight · g1 white rook | g8 white rook · g7 black circle · f3 white knight · d2 black cross · b1 white knight · g1 white rook | g8 white rook · g7 black circle · f3 white knight · d2 black cross · b1 white knight · g1 white rook | g8 white rook · g7 black circle · f3 white knight · d2 black cross · b1 white knight · g1 white rook | g8 white rook · g7 black circle · f3 white knight · d2 black cross · b1 white knight · g1 white rook | g8 white rook · g7 black circle · f3 white knight · d2 black cross · b1 white knight · g1 white rook | g8 white rook · g7 black circle · f3 white knight · d2 black cross · b1 white knight · g1 white rook | g8 white rook · g7 black circle · f3 white knight · d2 black cross · b1 white knight · g1 white rook | 7 |
| 6 | g8 white rook · g7 black circle · f3 white knight · d2 black cross · b1 white knight · g1 white rook | g8 white rook · g7 black circle · f3 white knight · d2 black cross · b1 white knight · g1 white rook | g8 white rook · g7 black circle · f3 white knight · d2 black cross · b1 white knight · g1 white rook | g8 white rook · g7 black circle · f3 white knight · d2 black cross · b1 white knight · g1 white rook | g8 white rook · g7 black circle · f3 white knight · d2 black cross · b1 white knight · g1 white rook | g8 white rook · g7 black circle · f3 white knight · d2 black cross · b1 white knight · g1 white rook | g8 white rook · g7 black circle · f3 white knight · d2 black cross · b1 white knight · g1 white rook | g8 white rook · g7 black circle · f3 white knight · d2 black cross · b1 white knight · g1 white rook | 6 |
| 5 | g8 white rook · g7 black circle · f3 white knight · d2 black cross · b1 white knight · g1 white rook | g8 white rook · g7 black circle · f3 white knight · d2 black cross · b1 white knight · g1 white rook | g8 white rook · g7 black circle · f3 white knight · d2 black cross · b1 white knight · g1 white rook | g8 white rook · g7 black circle · f3 white knight · d2 black cross · b1 white knight · g1 white rook | g8 white rook · g7 black circle · f3 white knight · d2 black cross · b1 white knight · g1 white rook | g8 white rook · g7 black circle · f3 white knight · d2 black cross · b1 white knight · g1 white rook | g8 white rook · g7 black circle · f3 white knight · d2 black cross · b1 white knight · g1 white rook | g8 white rook · g7 black circle · f3 white knight · d2 black cross · b1 white knight · g1 white rook | 5 |
| 4 | g8 white rook · g7 black circle · f3 white knight · d2 black cross · b1 white knight · g1 white rook | g8 white rook · g7 black circle · f3 white knight · d2 black cross · b1 white knight · g1 white rook | g8 white rook · g7 black circle · f3 white knight · d2 black cross · b1 white knight · g1 white rook | g8 white rook · g7 black circle · f3 white knight · d2 black cross · b1 white knight · g1 white rook | g8 white rook · g7 black circle · f3 white knight · d2 black cross · b1 white knight · g1 white rook | g8 white rook · g7 black circle · f3 white knight · d2 black cross · b1 white knight · g1 white rook | g8 white rook · g7 black circle · f3 white knight · d2 black cross · b1 white knight · g1 white rook | g8 white rook · g7 black circle · f3 white knight · d2 black cross · b1 white knight · g1 white rook | 4 |
| 3 | g8 white rook · g7 black circle · f3 white knight · d2 black cross · b1 white knight · g1 white rook | g8 white rook · g7 black circle · f3 white knight · d2 black cross · b1 white knight · g1 white rook | g8 white rook · g7 black circle · f3 white knight · d2 black cross · b1 white knight · g1 white rook | g8 white rook · g7 black circle · f3 white knight · d2 black cross · b1 white knight · g1 white rook | g8 white rook · g7 black circle · f3 white knight · d2 black cross · b1 white knight · g1 white rook | g8 white rook · g7 black circle · f3 white knight · d2 black cross · b1 white knight · g1 white rook | g8 white rook · g7 black circle · f3 white knight · d2 black cross · b1 white knight · g1 white rook | g8 white rook · g7 black circle · f3 white knight · d2 black cross · b1 white knight · g1 white rook | 3 |
| 2 | g8 white rook · g7 black circle · f3 white knight · d2 black cross · b1 white knight · g1 white rook | g8 white rook · g7 black circle · f3 white knight · d2 black cross · b1 white knight · g1 white rook | g8 white rook · g7 black circle · f3 white knight · d2 black cross · b1 white knight · g1 white rook | g8 white rook · g7 black circle · f3 white knight · d2 black cross · b1 white knight · g1 white rook | g8 white rook · g7 black circle · f3 white knight · d2 black cross · b1 white knight · g1 white rook | g8 white rook · g7 black circle · f3 white knight · d2 black cross · b1 white knight · g1 white rook | g8 white rook · g7 black circle · f3 white knight · d2 black cross · b1 white knight · g1 white rook | g8 white rook · g7 black circle · f3 white knight · d2 black cross · b1 white knight · g1 white rook | 2 |
| 1 | g8 white rook · g7 black circle · f3 white knight · d2 black cross · b1 white knight · g1 white rook | g8 white rook · g7 black circle · f3 white knight · d2 black cross · b1 white knight · g1 white rook | g8 white rook · g7 black circle · f3 white knight · d2 black cross · b1 white knight · g1 white rook | g8 white rook · g7 black circle · f3 white knight · d2 black cross · b1 white knight · g1 white rook | g8 white rook · g7 black circle · f3 white knight · d2 black cross · b1 white knight · g1 white rook | g8 white rook · g7 black circle · f3 white knight · d2 black cross · b1 white knight · g1 white rook | g8 white rook · g7 black circle · f3 white knight · d2 black cross · b1 white knight · g1 white rook | g8 white rook · g7 black circle · f3 white knight · d2 black cross · b1 white knight · g1 white rook | 1 |
|   | a | b | c | d | e | f | g | h |   |

Ví dụ: Trong thế cờ trên, Trắng có hai mã ở b1 và f3 đều có thể đi đến d2 thì nước đi của chúng sẽ là:
Mbd2 thay vì Mb1-d2 
Mfd2 thay vì Mf3-d2
Cũng trong ví dụ trên, hai xe trắng ở g1 và g8 đều có thể đi đến g7. Khi đó nước đi của chúng sẽ là:
X1g7 thay vì Xg1-g7
X8g7 thay vì Xg8-g7
Một lượt đi (cả quân trắng & đen) được viết dưới dạng:
"Số thứ tự của lượt. Tên nước quân trắng [dấu cách] Tên nước quân đen"
Ví dụ: 1. e4 e5

### Nước ăn quân
Nước ăn quân thường được ký hiệu bằng dấu "x" hoặc ":"
Ví dụ: Hd4xa4 hay Hd4:a4
Đối với Tốt thì chỉ cần ghi ký hiệu hai cột trước và sau khi ăn, không có dấu nhân, chẳng hạn gf, bc (nhiều tài liệu quốc tế hiện nay thì ghi tên cột tốt đứng trước khi ăn và vị trí ô mà nó đứng sau khi ăn, ví dụ như cxd4, fxe6,...)
Bắt Tốt qua đường: ký hiệu có bổ sung thêm e.p (viết tắt của en passant), với Tiếng Việt thì dùng q.đ.

### Phong cấp
Tên của quân xuất hiện sau khi phong cấp được ghi sau nước đi, hoặc có thể dùng dấu "/" hoặc "=" rồi đến tên quân phong cấp.
VD: f8H, f8/H, f8=H

### Nước nhập thành
Nước nhập thành gần được ký hiệu là 0-0, còn nhập thành xa là 0-0-0.

### Nước chiếu, chiếu hết
Nước chiếu vua có ký hiệu là dấu cộng (+), nước chiếu đôi có kí hiệu là hai dấu cộng (++) và chiếu hết có ký hiệu là dấu thăng (#).

### Các kí hiệu đánh giá nước đi
Khi phân tích các nước đi của một ván cờ, có thể dùng một số kí hiệu đặt sau nước đi để thể hiện sự đánh giá đối với nước đi đó, trong đó (theo thứ tự yếu dần về nước đi):
- Dấu "!!" chỉ nước đi thiên tài;
- Dấu "!" chỉ nước đi hay;
- Dấu "!?" chỉ nước đi có vẻ tốt;
- Dấu "?!" chỉ nước đi không chính xác;
- Dấu "?" chỉ nước đi sai;
- Dấu "??" chỉ nước đi blunder (sai lầm nghiêm trọng).

VD: bxc8=M!!, Xh6?